# Ряшин, Владислав Витальевич
Владислав Витальевич Ряшин (укр. Владислав Віталійович Ряшин; род. 12 июля 1970, Запорожье) — кино- и телевизионный продюсер. Основатель и президент компании Star Media.

## Биография
Родился 12 июля 1970 года в городе Запорожье. Окончил факультет романо-германской филологии Запорожского государственного университета по специальности «английский язык». На телевидении с 1991 года (успешно работал как автор, продюсер и ведущий). С 1996 года продюсер телеканала «Интер» (Украина).
С 2001 по 2006 годы — председатель правления телеканала «Интер» (Украина). За время руководства Влада Ряшина «Интер» стал ведущим телеканалом Украины и безусловным лидером телеэфира. Была создана мощная информационно-аналитическая, новостная и развлекательная база, налажено собственное производство сериалов, а мюзиклы, произведенные «Интером», в течение следующих 4-5 лет появлялись в новогоднем телеэфире России и Украины.
В январе 2006 году покинул «Интер» и создал компанию Star Media, которая за короткое время заняла лидирующие позиции по производству телевизионного контента для ведущих телеканалов страны. На базе студии по производству 3D-анимации и графики «Бабич-дизайн» создаются уникальные форматы исторических циклов и докудрам, составляющие конкуренцию лучшим западным образовательным и научно-популярным программам.
Владислав Ряшин — продюсер более 500 художественных фильмов, сериалов, анимационных циклов, документальных фильмов, телепрограмм и мюзиклов, права на которые приобретают телеканалы Восточной и Западной Европы, Китая, Японии, США, Израиля, Ближнего Востока и других стран и регионов.
Неоднократно номинирован на звание Лучшего продюсера на международных кинофестивалях.
Продюсерские работы В. Ряшина являются номинантами и лауреатами таких престижных международных фестивалей и премий, как AFI (США), Monte-Carlo Television Festival (Монако), WorldFest Houston Film Festival (США), SeoulIntDramaAward (Ю. Корея), International TV Festival Bar (Черногория) и многих других.

## Почётные должности
- Член International Academy of Television Arts&Sciences (EMMY)
- Член European Producers Club (EPC)
- Член The European Film Academy

## Продюсерские работы
2010 год
- т/ф «Охотники за караванами»

2012 год
- т/с «Остров ненужных людей»,
- т/с «Метод Фрейда»,
- т/с «Три дня лейтенанта Кравцова»,
- т/с «Анна Герман»,
- т/с «Охота на гауляйтера»,
- т/с «Топтуны»,
- т/с «Нераскрытые дела»,
- т/с «Без срока давности»
- т/ф «Дед»,
- т/ф «Миллионер»
- т/с «1812»
- т/ф «Титаник»
- т/с «Кулинар»
- т/с «Брат за брата 2»
- т/с «Война в Корее»
- т/с «Знак истинного пути»
- т/с «Легавый»
- т/ф «Лекции для домохозяек»
- т/с «Маша в законе!»
- т/ф «Мечты из пластилина»
- т/ф «Обучаю игре на гитаре»
- т/с «Смерть шпионам. Лисья нора»
- т/с «Смерть шпионам. Скрытый враг»
- т/с «Смерть шпионам. Ударная волна»
- т/ф «Солнцеворот»

2013 год
- т/ф «Бедная Liz»
- т/с «Бомба»
- т/с «Брат за брата 3»
- т/ф «Ванька»
- т/с «Водоворот чужих желаний»
- т/с «Двойная жизнь»
- т/с «Домоправитель»
- т/с «Дудочка крысолова»
- т/с «Жизнь после жизни»
- т/с «Идеальное убийство»
- т/с «Истребители»
- т/ф «Ищите маму»
- т/с «Капкан для золушки»
- т/с «Кривое зеркало души»
- т/с «Кулинар 2»
- т/с «Легальный допинг»
- т/с «Любовь за любовь»
- т/с «Маша в законе. Продолжение»
- т/с «Море по колено»
- т/ф «Пленница»
- т/с «Птица в клетке»
- т/с «Романовы»
- т/с «Танцы марионеток»
- т/с «Тёмные лабиринты прошлого»
- т/с «Убить дважды»
- т/с «Убить Сталина»
- т/ф «Фото на документы»
- т/с «Чарли»
- т/с «Шеф полиции»
- т/с «Шулер»
- т/ф «Я думал, ты будешь всегда»
- т/с «Я рядом»

2014 год
- т/с «1812-1815. Заграничный поход»
- т/с «Ветер в лицо»
- т/с «Взрыв из прошлого»
- т/с «Волчье солнце»
- т/с «Все вернётся»
- т/с «Горчаков»
- т/с «Игра с огнём»
- т/с «Легавый 2»
- т/ф «Лермонтов»
- т/с «Метод Фрейда» (2 сезон)
- т/с «Минус один»
- т/с «Опасная любовь»
- т/с «Отпуск по ранению»
- т/с «Первая мировая»
- т/с «Перелётные птицы»
- т/с «Плата по счётчику»
- т/с «Преступление в фокусе»
- т/с «Тихая охота»
- т/с «Только не отпускай меня»

2015 год
- х/ф «А зори здесь тихие...»
- т/с «Вернёшься-поговорим»
- т/с «Влюблённые женщины»
- т/с «Жребий судьбы»
- т/с «Истребители. Последний бой»
- т/с «Кронштадт»
- т/ф «Личный интерес»
- т/с «Офицерские жены»
- т/ф «Плохая соседка»
- т/с «По законам военного времени»
- т/с «Приговор идеальной пары»

2016 год
- т/с «Небеса подождут»
- т/с «Штрафник»
- т/с «Припутни»
- т/с «Нулевая мировая»
- т/с «Маэстро»
- т/с «Дело декабристов»
- т/с «Восток-Запад»
- т/с «Анна-детективъ»
- т/с «25 час»
- т/с «Ищейка»

2017 год
- т/с «Страна Советов. Забытые вожди» (1 сезон)
- т/с «Подозреваемый»
- т/с «Подлинная история Русской революции»
- т/с «Отчий берег»
- т/с «Мата Хари»
- т/с «Крещение Руси»
- т/с «Зорге»

2018 год
- х/ф «Секс и ничего личного»
- т/с «Принцип удовольствия»
- т/с «Чужая жизнь»
- т/с «Тайны госпожи Кирсановой»
- т/с «По законам военного времени» (2 сезон)
- т/с «Операция Мухаббат»
- т/с «Ищейка» (2 сезон)
- т/с «Ищейка» (3 сезон)
- т/с «Восток-Запад» (2 сезон)

2019 год
- т/с «Страна Советов. Забытые вожди» (2 сезон)
- т/с «СМЕРШ»
- т/с «Холодные берега»
- т/с «Рюриковичи. История первой династии»
- т/с «По законам военного времени» (3 сезон)
- т/с «Отчаянные»

2020 год
- т/с «Черное море»
- т/с «По законам военного времени» (4 сезон)
- т/с «Анна-детективъ» (2 сезон)
- т/с «Ищейка» (4 сезон)
- т/с «Ищейка» (5 сезон)

2021 год
- сериал «Пробуждение»
- х/ф «Последний наемник»
- х/ф «Летчик»
- т/с «Холодные берега. Возвращение»
- т/с «По законам военного времени» (5 сезон)
- т/с «Ищейка» (6 сезон)
- т/с «Медиум»
- т/с «Вкус мести»

2022 год
- х/ф «Сердце пармы»

2023 год
- х/ф «По Фрейду»

## Призы и награды
- Почётная грамота Совета Межпарламентской Ассамблеи государств — участников Содружества Независимых Государств (17 апреля 2014 года, Межпарламентская ассамблея СНГ) — за активное участие в проведении международного телекинофорума «Вместе», вклад в укрепление дружбы между народами государств — участников Содружества Независимых Государств[1].
- Продюсерские работы Влада Ряшина являются номинантами и лауреатами таких престижных международных фестивалей и премий, как AFI (США), Телевизионный фестиваль в Монте-Карло (Монако), WorldFest Houston Film Festival (США), SeoulIntDramaAward (Ю.Корея), International TV Festival Bar (Черногория) и многих других.